# Okręg wyborczy Farnworth
Okręg wyborczy Farnworth powstał w 1918 r. i wysyłał do brytyjskiej Izby Gmin jednego deputowanego. Okręg obejmował miasto Farnworth w hrabstwie Lancashire. Został zlikwidowany w 1983 r.

## Deputowani do brytyjskiej Izby Gmin z okręgu Farnworth
- 1918–1922: Edward Bagley, Partia Konserwatywna
- 1922–1929: Thomas Greenall, Patia Pracy
- 1929–1931: Guy Rowson, Partia Pracy
- 1931–1935: James Stones, Partia Konserwatywna
- 1935–1938: Guy Rowson, Partia Pracy
- 1938–1952: George Tomlinson, Partia Pracy
- 1952–1970: Ernest Thornton, Partia Pracy
- 1970–1983: John Roper, Partia Pracy, od 1981 r. Partia Socjaldemokratyczna